# Біг-Бей (Мічиган)
Біг-Бей (англ. Big Bay) — переписна місцевість (CDP) в США, в окрузі Маркетт штату Мічиган. Населення — 257 осіб (2020).

## Географія
Біг-Бей розташований за координатами 46°49′2″ пн. ш. 87°42′29″ зх. д. / 46.81722° пн. ш. 87.70806° зх. д. (46.817343, -87.708012).  За даними Бюро перепису населення США в 2010 році переписна місцевість мала площу 15,37 км², з яких 9,79 км² — суходіл та 5,58 км² — водойми.

### Клімат
| Клімат : Біг-Бей        | Клімат : Біг-Бей | Клімат : Біг-Бей | Клімат : Біг-Бей | Клімат : Біг-Бей | Клімат : Біг-Бей | Клімат : Біг-Бей | Клімат : Біг-Бей | Клімат : Біг-Бей | Клімат : Біг-Бей | Клімат : Біг-Бей | Клімат : Біг-Бей | Клімат : Біг-Бей | Клімат : Біг-Бей |
| Показник                | Січ.             | Лют.             | Бер.             | Квіт.            | Трав.            | Черв.            | Лип.             | Серп.            | Вер.             | Жовт.            | Лист.            | Груд.            | Рік              |
| Абсолютний максимум, °C | 11,7             | 15,6             | 28,3             | 33,3             | 35,0             | 36,1             | 39,4             | 38,9             | 35,0             | 30,0             | 25,6             | 17,2             | 39,4             |
| Середній максимум, °C   | −3,7             | −2,3             | 3,0              | 10,2             | 17,4             | 22,2             | 25,2             | 24,6             | 20,4             | 12,9             | 5,4              | −1,8             | 11,2             |
| Середня температура, °C | −7,8             | −7               | −2,4             | 4,3              | 10,7             | 15,9             | 19,0             | 18,6             | 14,4             | 7,7              | 1,4              | −5,4             | 5,8              |
| Середній мінімум, °C    | −11,9            | −11,7            | −7,9             | −1,6             | 3,8              | 9,6              | 12,7             | 12,5             | 8,5              | 2,5              | −2,6             | −9,1             | 0,4              |
| Абсолютний мінімум, °C  | −28,9            | −35,6            | −27,8            | −16,1            | −7,8             | −2,2             | 0,6              | 1,1              | −4,4             | −9,4             | −18,9            | −26,1            | −35,6            |
| Норма опадів, мм        | 53               | 37               | 49               | 57               | 71               | 86               | 83               | 86               | 90               | 88               | 64               | 53               | 816              |
| ----------------------- | ---------------- | ---------------- | ---------------- | ---------------- | ---------------- | ---------------- | ---------------- | ---------------- | ---------------- | ---------------- | ---------------- | ---------------- | ---------------- |
| Джерело: NOAA           |                  |                  |                  |                  |                  |                  |                  |                  |                  |                  |                  |                  |                  |

## Демографія
Згідно з переписом 2010 року, у переписній місцевості мешкало 319 осіб у 171 домогосподарстві у складі 95 родин. Густота населення становила 21 особа/км².  Було 345 помешкань (22/км²).
Расовий склад населення:
| - 94,7 % — білих - 1,9 % — корінних американців - 1,3 % — азіатів - 0,3 % — чорних або афроамериканців |

До двох чи більше рас належало 1,9 %. Частка іспаномовних становила 0,6 % від усіх жителів.
За віковим діапазоном населення розподілялося таким чином: 10,0 % — особи молодші 18 років, 60,8 % — особи у віці 18—64 років, 29,2 % — особи у віці 65 років та старші. Медіана віку мешканця становила 57,9 року. На 100 осіб жіночої статі у переписній місцевості припадало 107,1 чоловіків;  на 100 жінок у віці від 18 років та старших — 100,7 чоловіків також старших 18 років.
За межею бідності перебувало 12,3 % осіб, у тому числі 0,0 % дітей у віці до 18 років та 0,0 % осіб у віці 65 років та старших.
Цивільне працевлаштоване населення становило 97 осіб. Основні галузі зайнятості: освіта, охорона здоров'я та соціальна допомога — 42,3 %, будівництво — 21,6 %, сільське господарство, лісництво, риболовля — 9,3 %, фінанси, страхування та нерухомість — 7,2 %.